# Восточно-Австралийское течение

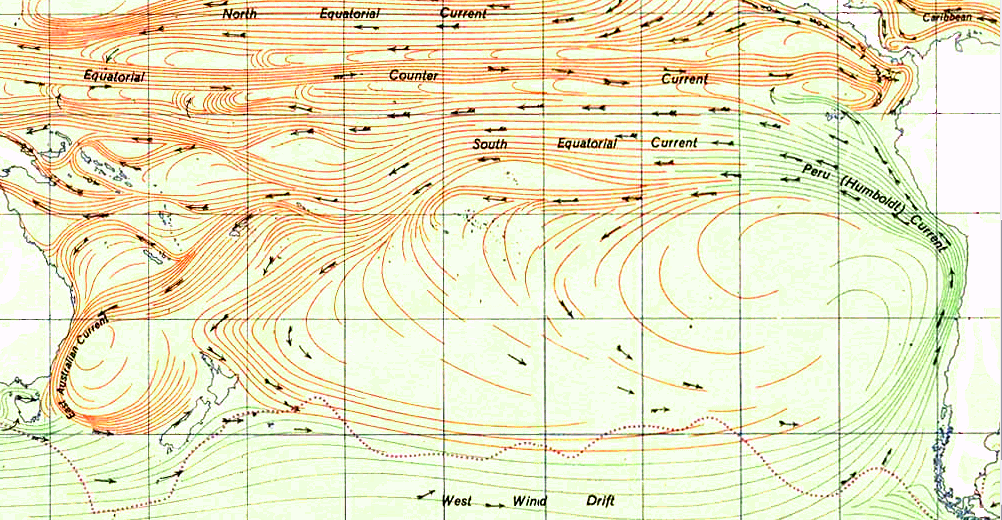
Течения южной части Тихого океана

Восточно-Австралийское течение — тёплое течение в Тихом океане, ответвляется от Южного Пассатного течения, отклоняясь к югу вдоль берегов Австралии. Это самое большое океаническое течение у австралийских берегов, достигающее максимальной скорости в некоторых местах малой глубины вдоль австралийского континентального шельфа. Берёт начало в тропическом Коралловом море, проходит через Тасманово море между Австралией и Новой Зеландией.
Восточно-Австралийское течение делает климат Новой Зеландии и восточного побережья Австралии более тёплым и влажным, тропическим вместо субтропического; способствует распространению тропической морской фауны в субтропические области вдоль юго-восточного побережья Австралии.

## Физические характеристики течения
- Скорость течения достигает 7 узлов, но в основном составляет 2-3 узла.
- Температура воды — около 25 °C.

## Интересные факты
- В мультфильме «В поисках Немо» морские обитатели используют Восточно-Австралийское течение в качестве скоростной транспортной магистрали, аналога человеческого шоссе[2].